# Animal rațional
Conceptul de animal rațional reprezintă un termen definitoriu pentru om, atribuit de cele mai multe ori greșit Metafizicii lui Aristotel; totuși, în Etica Nicomahică, acesta din urmă afirma că există un principiu rațional inerent ființei umane, deasupra facultății nutriției (regăsită la plante) și facultății instinctuale (regăsită la animale), de exemplu: capacitatea de a organiza. Capacitatea din urmă este posibilă datorită facultății imaginației, considerată în Despre Suflet drept o caracteristică importantă a omului. Chiar dacă Aristotel o vedea ca trăsătură umană universală, ea se aplica în același fel și celor înțelepți, și celor neghiobi, fără nicio distincție.

## Influență

### Porfir
Porfir a redefinit omul drept un animal rațional muritor, și a considerat animalele ca având mai puțină rațiune decât oamenii.

### Scolasticism
Conceptul de animal rațional este des folosit în filozofia scolastică. Enciclopedia catolică a caracterizat omul sub influența lui Porfir ca substanță, sensibilitate, corporalitate și rațiune, în timp ce persoana era definită ca substanță de natură rațională.

### Descartes
Când Descartes ajunge în Meditații metafizice la memorabila concluzie „Cuget, deci exist”, se va întreba că „dacă nu cunosc încă cu destulă claritate ce sunt, eu cel care sunt sigur că sunt în așa fel încît de acum înainte trebuie să iau seama cu mare atenție nu cumva din imprudență să iau vreun alt lucru oarecare ca fiind eu, și astfel să nu mă înșel deloc în aceasta cunoaștere, despre care susțin că este mai sigură și mai evidentă decît toate celelalte pe care le-am avut mai înainte”. Va respinge conceptul de „animal rațional”, spunând că „Așadar, ce am crezut mai înainte că sînt? Fără dificultate, m-am gîndit că eram om. Dar ce este acela un om? Voi spune, oare, că este un animal rațional? Cu siguranță nu: căci ar trebui după aceea să cercetez ce este un animal, și ce este rațional, și astfel de la o singură întrebare am cădea pe neobservate într-o infinitate de altele mai dificile și mai stînjenitoare, și nu aș vrea să abuzez de puținul timp și de răgazul ce-mi rămîne, folosindu-l la descîlcirea unor subtilități asemănătoare”.

### Ernst Cassirer
Filozoful neokantian Ernst Cassirer, în lucrarea An Essay on Men, a modificat eticheta dată de Aristotel, clasificând omul drept un animal simbolic. Această schimbare a devenit foarte influentă în domeniul filozofiei antropologice, unde Gilbert Durand a folosit conceptul într-o descriere naturalistă a omului în calitate de emițător compulsiv.

## Sociologie
Sociologii influențați de Max Weber fac o dinstinctie între comportamentul rațional (orientat spre mijloace-scopuri) și comportamentul irațional, emoțional sau confuz, la fel și de cel tradițional, dar recunosc rolul important pe care-l au toate acestea în viața omului.